# 告白 (小說)
《告白》（日语：／ Kokuhaku）是日本女作家湊佳苗的小說作品。湊佳苗在2007以「神職者」（後來為《告白》的第一章）短篇小說獲得日本小說推理新人賞得獎之作。接著作者為配合出道做增補動作，完成此一作品《告白》。
2010年拍成電影版《告白》，中島哲也執導，女演員松隆子主演。

## 故事簡介
森口悠子原本是在中學任教的女老師，某天她在校園游泳池內發現自己的四歲女兒森口愛美意外溺斃，因周遭的物品有疑點而她私下調查，原來是班上兩位學生基於荒唐的動機謀殺。痛失愛女的老師辭職，因學生會受日本少年法保護，故不向警方申請重新調查，而在結業式那天向全班學生告白真相，並透露了她的復仇作為，在學生們的心底種下恐懼的因子。
新來導師熱血澎湃的想要幫助其中一位因心存陰影而不敢上學的學生，卻造成更大的悲劇。
另一位學生因親情與個性的問題決心報復一切，末了卻不如預期。報復與報復交錯的結果是死傷枕藉。

## 小說章節
第一章「神職者」
刊登：《小說推理》 2007年8月號
第二章「殉教者」
刊登：《小說推理》 2007年12月號
第三章「慈愛者」
刊登：《小說推理》 2008年3月號
第四章「求道者」
第五章「信奉者」
第六章「傳道者」

## 登場人物

### 森口家
森口悠子
故事的主角，S中學1年B組的班導。與熱血教師櫻宮正義交往並且懷孕，在婚前因為櫻宮正義驗出染上愛滋病，兩人商議後決定取消婚禮，由自己一手撫養女兒長大，她十分疼愛去世的女兒愛美，愛美被謀殺後一手策畫復仇。
森口愛美
森口及櫻宮的女兒。常被寄養，很愛兔子（尤其造型玩偶小棉兔）及蓬蓬軟軟的物件，夜晚前寄養在竹中太太家，被渡邊及下村殺害，棄屍學校的游泳池中。
櫻宮正義
森口的丈夫及愛美的父親。因在外國生活放蕩而患有愛滋，外號勸世鮮師，為寺田所崇拜，寫了多本書及上電視訪問，阻止森口復仇，最後因愛滋病發過世。

### Ｓ中學
渡邊修哉
殺人少年Ａ。擅長發明。父母離異後母親受限制無法聯絡他，於是一直企圖以自己的特長吸引母親注意未果，最後發覺真相與自己一直以來的設想相去甚遠。
下村直樹
殺人少年Ｂ。成績普通，努力追求肯定而不得。受渡邊邀約後為之出主意卻又遭蔑視，因而完成謀殺案。得知森口的報復後心存陰影卻無出路，終至精神崩潰。
北原美月
班長。得知森口報復行為的真相，崇拜露娜希。因喜歡下村而不願參與欺凌，反遭懷疑告密並被欺負。因渡邊為她報復轉而喜歡渡邊，但結局悲慘。
星野祐介
副班長。受土田指使共同欺負人。遭渡邊報復後不敢造次。
孝弘
受土田指使共同欺負人。遭渡邊報復後不敢造次。
土田綾香
策劃「制裁」行動並指使同學共同行動。遭渡邊報復後不敢造次。
松川早紀&内藤由香里
佐佐木真樹
寺田良輝
櫻宮正義的崇拜者及學生，暫代森口擔任1年B組的年輕班導。對於森口對渡邊及下村的復仇一無所知，一腔熱血卻遭森口誤導及利用。

### 1年B組相關的大人
直樹之母（電影版名稱：下村優子）
1年B組學生下村直樹之母。盲目地呵護兒子下村，很討厭班導森口，認為兒子是愛美死亡事件的受害者。但知道兒子蓄意謀殺愛美的事後，欲與兒子同歸於盡，最後被兒子殺害。
八坂
修哉之父
渡邊美由紀
戶倉
瀨口喜和
下村義彥
下村聖美
下村真理子

## 插入曲
- 01.  (arranged by Gabriele Roberto)／ Milk
- 02. Radiohead ／ Last Flowers
- 03. Boris ／
- 04. cokiyu ／ Gloomy
- 05.  ／ Piano Concerto No.5 (J.S.Bach)
- 06. Boris ／ My Machine
- 07. AKB48 ／ RIVER
- 08. Boris ／
- 09. PoPoyans ／ When the owl sleeps
- 10.  ／ The Meeting Place
- 11. The xx ／ Fantasy
- 12. Boris ／
- 13. cokiyu ／ See the sun
- 14. Curly Giraf fe ／ Peculiarities
- 15. Y.S. & The Sunshine Band ／ That's The Way (I Like It)
- 16. Boris ／ Feedbacker
- 17. choir ／ Long long Ago (英國民謠)
- 18. Boris ／
- 19.  ／ Largo (G.Hendel)

## 獲獎紀錄
- 2008年度週刊文春2008年Mystery Best 10 第1名
- 2008年度寶島社2009年這本推理小說真厲害！　第4名
- 2009年度書店大獎第1名

## 外部連結
- 書評推薦：爭議性的開場，衝擊性的結末，始於一切的《告白》（页面存档备份，存于）
- 讀書心得 告白 Confession 電影補完（页面存档备份，存于）